# Das Mädchen aus Monaco
Der französische Spielfilm Das Mädchen aus Monaco (La fille de Monaco) aus dem Jahr 2008 ist halb Komödie, halb Drama. Neben Fabrice Luchini und Roschdy Zem spielt Louise Bourgoin mit, die ihre einstige Tätigkeit als Fernsehwetterfee in ihre Rolle einfließen lässt.

## Handlung
Der erfolgreiche Strafverteidiger Bertrand, um die fünfzig, kommt aus Paris nach Monaco, um die Verteidigung der reichen, älteren Monegassin Lasalle zu übernehmen, die ihren jungen russischen Liebhaber umgebracht hat. Der Sohn der Angeklagten stellt ihm den Leibwächter Christophe zur Seite, weil er Racheakte der Brüder des Ermordeten fürchtet. Christophe verhält sich sehr diszipliniert und folgt strikt den Regeln seiner Profession; Bertrand findet seine ständige Anwesenheit mühsam und peinlich. Zwar weiß Bertrand Frauen geistreich für sich einzunehmen, doch flüchtet er, sobald sie bereit sind. Bei einem Termin beim monegassischen Fernsehen begegnet er der jungen hübschen Audrey, die dort das Wetter moderiert.
Christophe ist auf Audrey schlecht zu sprechen; er hatte mit ihr einst etwas. Das Mädchen schmeißt sich an Bertrand ran, nimmt ihn halb gegen seinen Willen zum Jungvolk mit, mit dem sie ausgelassen in Diskos und an Partys feiert. In ihrem plüschrosa Zimmer bietet sie sich ihm an. Bertrand verliebt sich in sie und Christophe reagiert gereizt und leicht eifersüchtig. Allerdings ist Bertrand unangenehm berührt, als sie ein dilettantisches Video über ihn zusammenstoppelt, das sie senden will, was er nicht wünscht. Zunehmend fühlt er sich von ihrer forschen Art überfordert und ermüdet und möchte die Beziehung, für die er keine Zukunft sieht, beenden. Doch Audrey lässt sich nicht vom Plan abbringen, mit ihm nach Paris zu gehen und zusammenzuleben. Christophe sieht den Prozess gefährdet und hält Bertrand das Mädchen vom Leib, indem er sie mit dem Wagen rammt, als sie auf dem Moped entlang einer Steilküste fährt. Die Polizei nimmt ihn wegen Mordverdachts fest, doch Bertrand nimmt die Schuld auf sich und geht ins Gefängnis.

## Kritik
Angetan waren die deutschen Kritiker von den Schauspielern, von Luchini, „Frankreichs begabtester Tragikomiker“, ebenso von Zem und Bourgoin, von der „unwiderstehlichen“ Bourgoin, oder von Luchini und Bourgoin, denn diese verbinde „die Natürlichkeit eines sorglosen Mädchens mit den offenherzig zur Schau getragenen Reizen einer durchaus abgebrühten Femme fatale, die gezielt ihren sozialen Aufstieg betreibt.“
Laut epd Film ist der Film mit Finesse fotografiert, aber komme ohne Tiefsinn aus. Demgegenüber nannte ihn der film-dienst „tief lotend“, und das Drehbuch zeichne sich unter anderem dadurch aus, dass die Anwaltfigur „an widersprüchlicher Tiefe gewinnt“; ihr zu folgen sei dank Luchini ein „unheimliches Vergnügen“. Der Streifen suche „an Unterhaltsamkeit und souverän geführter Spannungskurve seinesgleichen“. Für den Tagesspiegel handelt es sich um eine „hintergründige Komödie, die vor allem von der sorgfältigen Konstruktion der gegensätzlichen Charaktere lebt.“ Dabei ergänzten sich die Figuren gegenseitig. Die Welt bedauerte, der Film beginne als „leichtfüßige Sommerkomödie“ und mache Spaß, doch gegen Ende trete ein „befremdend moralinsaure[r] Ernst“ ein, die erotische Mittel einsetzende Frau werde zur „satanischen Gefahr für den Mann hochstilisiert“. Ähnlich sah der Spiegel die zunächst leichte Sommerkomödie „zur schmierigen und schwer erträglichen“ Darstellung einer Lebenskrise werden.

### Gespräch
- Mit Fabrice Luchini in der Welt, 2. Juli 2009: „Männer schätzen das Animalische - auch ohne Intelligenz“

### Kritikenspiegel
Positiv
- film-dienst Nr. 14/2009, S. 21, von Jens Hinrichsen: Das Mädchen aus Monaco
- Der Tagesspiegel, 2. Juli 2009, von Martin Schwickert: Rosen für den Staranwalt

Eher positiv
- epd Film Nr. 7/2009, S. 41, von Anke Sterneborg: Das Mädchen aus Monaco

Gemischt
- Die Welt, 2. Juli 2009, von Leni Höllerer: Und ewig lockt das Weib

Eher negativ
- Der Spiegel, Kulturspiegel Nr. 7/2009, nicht gezeichnete Kurzkritik: Neue Filme im Juli